# Chameleon límcový
Chameleon límcový, (Chamaeleo dilepis) někdy nazývaný též chameleon laločnatý, je středně velký až velký chameleon s velkými pohyblivými límcovými laloky. Samice dorůstá až 40 cm, samci bývají menší, do 35 cm délky. Chameleon límcový je zařazen do přílohy II, CITES.
Má obrovský areál rozšíření a tvoří mnoho zeměpisných forem, vyskytuje se prakticky v celé tropické a Jižní Africe. Jedná se o jednoho z nejhojnějších druhů lesních a lesostepních chameleonů. Obývá zvláště zalesněné oblasti a travnaté savany, ve vlhkých oblastech se objevuje zřídka.
Chameleon límcový má nízkou plochou přilbu, jejíž límcové laloky jsou pohyblivé a při podráždění odstávají směrem od hlavy. Hrdelní hřeben je výrazný a hřbetní hřeben jednořadý a vysoký. Zbarvení je variabilní, světle žluté, zelené nebo hnědé v různých odstínech. Od brady či podpaží se podél boků táhne světlý proužek, obvykle je nad ním několik dalších světlých skvrn. Břicho je bílé. Samec se od samice odlišuje zbytnělým kořenem ocasu, šupinatými výrůstky na patách a oranžovým hrdlem. Druh se rozpadá na sedm poddruhů.
Jsou to samotáři, vůči ostatním jedincům svého druhu jsou extrémně nesnášenliví. Samice, která je připravena k páření, má na těle žluté skvrny. Jen při svolnosti k páření je ochotná tolerovat přiblížení samce. Chameleon límcový je vejcorodý, březost trvá 30–50 dní, poté samice snáší většinou okolo 50 (12–60) vajec. Inkubace při 28 °C trvá 250–280 dnů, přesná doba záleží na poddruhu, východoafrické se líhnou již za 120 dní, jihoafrické až za 300 dní.

## Chov
Chameleon límcový musí být chován zásadně jednotlivě. Vyžaduje terárium větších rozměrů, min. 80×60×120 cm pro jedince. Terárium musí být dobře větrané, jednu stranu a strop terária by mělo tvořit pletivo, ideální je ventilace. Mělo by být vybaveno množstvím větví a živých rostlin, jako je například Ficus benjamina, Pothos nebo Monstera. Při chovu venku v teplých měsících roku, nebo při chovu v temperovaných místnostech se velmi hodí umístění chameleonů v pletivových viváriích. Jako substrát je vhodný písek smíchaný se substrátem pro tropická terária nebo směs listí, písku a hlíny, vrstvě silné 10 cm.
Tento druh vyžaduje vysokou intenzitu světla a vyšší teploty, ideální jsou proto výbojky. Ideální teplota je 25–28 °C přes den, lokálně až 35 °C, s nočním poklesem na pokojovou teplotu. Vhodná vlhkost v teráriu je 50% přes den a 80% a více přes noc. Terárium je potřeba rosit 2x denně.
Podle velikosti chameleonů je krmen různými vývojovými stadii hmyzu, cvrčky, sarančaty, šváby, larvami potemníků rodu Zoophobas, larvami zavíječů voskových, mouchami a podobně. Nutné je doplnění potravy vitamíny a minerály.

## Chov v zoo
Tento druh chameleona je chován v zoo velmi zřídka. Na počátku roku 2022 udávala databáze Zootierliste pouze jednu takovou zoo v Evropě – Zoopark Zájezd ve středních Čechách. Tam se je také daří rozmnožovat. V roce 2020 bylo odchováno osm mláďat a v roce 2021 se jednalo o první mláďata toho roku.

## Fotogalerie

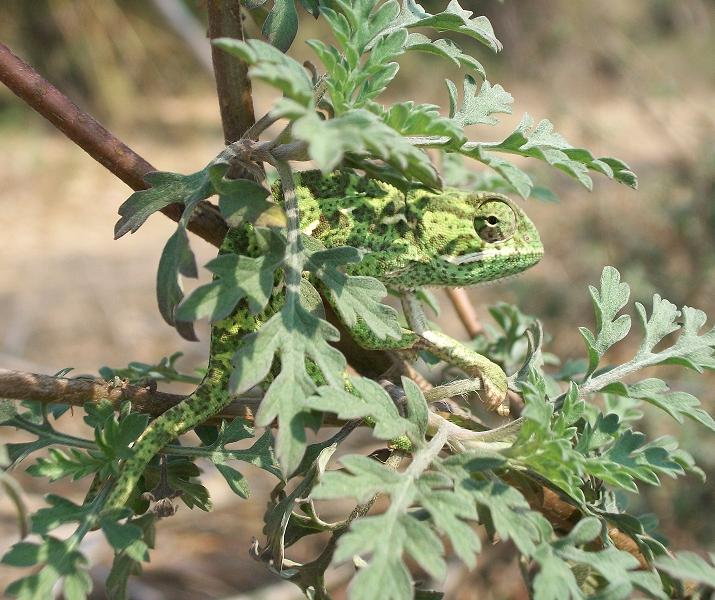
Chameleon límcový na větvičce
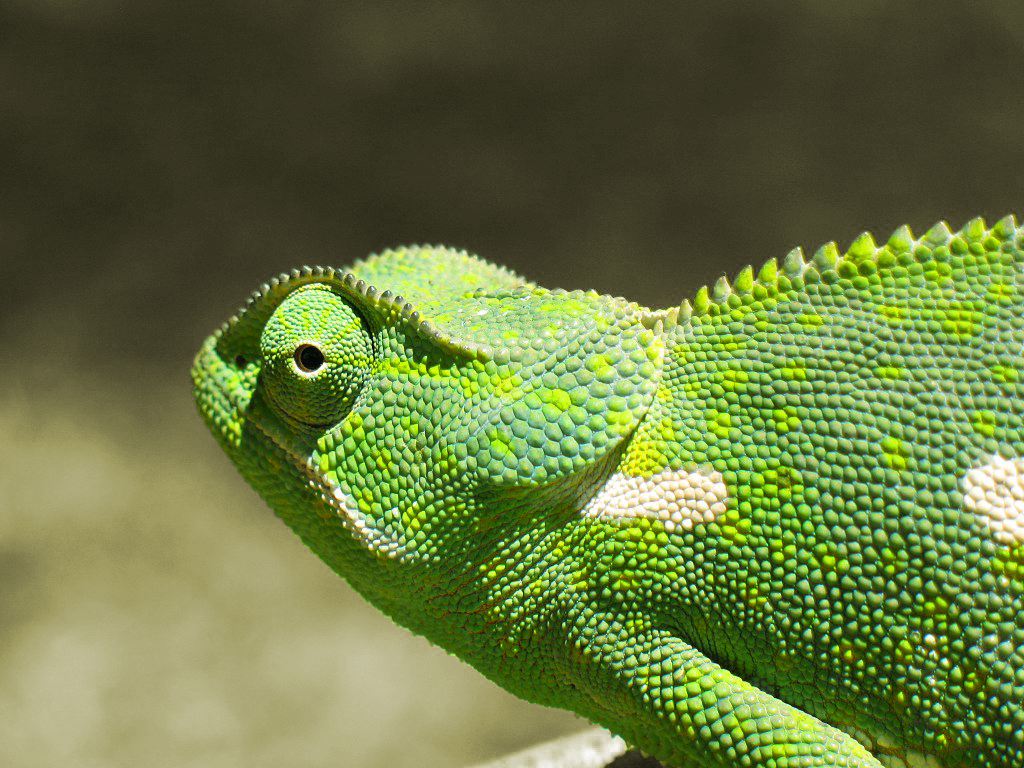
Detail hlavy
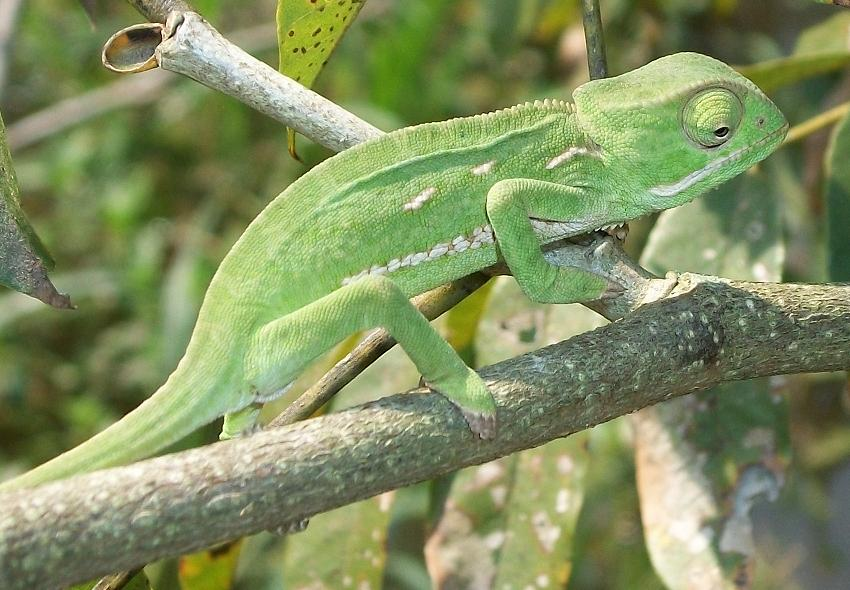
Lezoucí chameleon límcový